# Шайво, Терри
Терри Шайво (англ. Terri Schiavo; урождённая Тереза Шиндлер, англ. Theresa Schindler, 3 декабря 1963 — 31 марта 2005) — американка, тяжёлая болезнь которой вызвала в США громкий судебно-политический конфликт по вопросу об эвтаназии.

## Прения сторон
25 февраля 1990 года в результате остановки сердца, вызванной, возможно, гипокалиемией в связи с многолетним соблюдением диеты с целью похудения при обильном питье, и последовавшего за этим кислородного голодания Шайво впала в кому. В дальнейшем на протяжении многих лет она находилась в так называемом вегетативном состоянии, то есть без признаков сознания. Её жизнь поддерживалась путём искусственного питания. К 1994 году все врачи, имевшие дело с Терри Шайво, признали, что надежды на восстановление жизненных функций нет.
В 1998 году её муж и опекун Майкл Шайво обратился в суд с требованием отключить аппарат искусственного питания и дать Терри умереть. Против этого категорически возражали родители Шайво. Сперва они обратились в суд, настаивая на том, что Шайво, принадлежа к католической церкви, была против эвтаназии, и таким образом прекращение искусственного поддержания её жизни находилось бы в противоречии с её собственной волей. Однако Майкл Шайво и другие свидетели подтвердили, что при жизни Терри высказывалась против такой псевдожизни.
Во втором процессе родители Терри пытались опротестовать статус Майкла как опекуна на том основании, что у него есть другая женщина, однако суд счёл это недостаточным основанием.
В третьем процессе родители Терри пытались доказать, что диагноз «вегетативное состояние» поставлен их дочери ошибочно, и на самом деле она узнаёт их и пытается общаться с ними. Была назначена новая медицинская экспертиза, в которой участвовали два врача по выбору родителей Терри, два врача по выбору Майкла Шайво и пятый врач, назначенный судом. В результате экспертизы врачи со стороны родителей Терри признали Терри Шайво находящейся в состоянии минимального сознания, тогда как три других врача признали её находящейся в необратимом вегетативном состоянии. Суд встал на сторону большинства экспертов и признал Терри Шайво неизлечимой.
Наконец, в 2003 году родители Терри представили суду новые документы, включая показания некоей медсестры Айер, утверждавшей, что в 1996 году она обнаружила косвенные доказательства того, что Майкл Шайво пытался убить свою жену, однако суд отверг все эти свидетельства (в частности, потому, что медсестра Айер утверждала, что сообщила об этом родителям Терри сразу же, и невозможно было поверить, что на протяжении семи лет непрерывных слушаний они не сочли нужным предъявить её свидетельство).

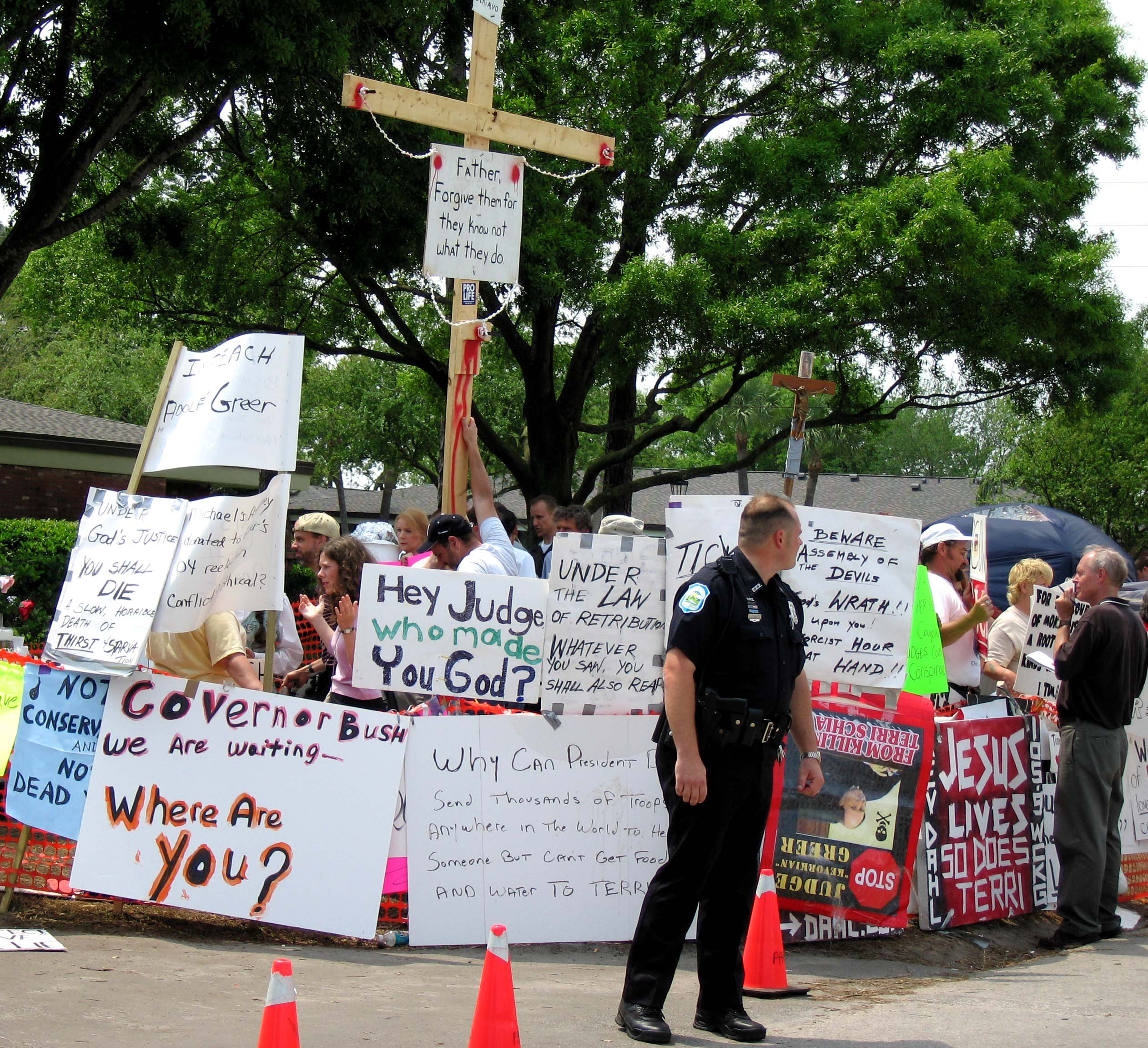
Демонстранты напротив хосписа Вудсайд, Пинеллас Парк, Флорида, США, 27 марта 2005 года

К октябрю 2003 года возможности судебной отсрочки отключения Терри Шайво от искусственного питания были исчерпаны, и её родители обратились к политической агитации. 15 октября трубка для искусственного питания Терри была отключена. В результате инициированной родителями Терри публичной кампании парламент штата Флорида принял 21 октября закон, позволяющий губернатору штата своей властью воспретить прерывание искусственного поддержания жизни, и губернатор Флориды Джеб Буш немедленно воспользовался этим правом. Трубка была вновь вставлена в тело Терри Шайво. Новый закон был обжалован в различных судебных инстанциях штата Флорида и признан нарушающим конституцию штата и право гражданина на частную жизнь, а конституционный суд штата решением 23 сентября 2004 года признал также, что парламент и губернатор своими действиями нарушили Конституцию США, гарантирующую разделение судебной и законодательной власти.
В результате всех этих решений 25 февраля 2005 года судья Джордж Грир, основной судья по делу Шайво, принял окончательное решение об отключении аппарата искусственного питания с 18 марта.

### Вмешательство властей
На этой стадии в дело попытались вмешаться политики федерального уровня. 21 марта Конгресс США принял закон, разрешающий пересмотр дела Шайво в суде федеральной инстанции. В Сенате во время принятия этого закона успели собраться только трое конгрессменов, в Палате представителей закон прошёл на внеочередном заседании около полуночи, а президент Буш специально для подписания этого закона прилетел из Техаса, где проводил отпуск. 25 марта сенатский комитет назначил дополнительные слушания по делу, записав саму Терри Шайво в список необходимых свидетелей. Разумеется, свидетельствовать Шайво ни о чём не могла бы, но статус свидетеля автоматически ставил её жизнь под защиту закона о защите свидетелей. Обе эти попытки оказались безуспешны. Суды федеральной юрисдикции вплоть до Верховного суда США отказались пересмотреть решение флоридских судей, а судья Грир отказался отменить своё решение из-за свидетельского статуса Шайво.
В ходе широкого общенационального обсуждения темы в последние 10 дней марта 2005 года — дело Шайво всё это время не сходило с первых полос газет — вскрылись характерные особенности[какие?] позиции крупнейших политиков Республиканской партии США, поддержавших родителей Терри Шайво и пытавшихся искусственно продлить её жизнь. Так, оказалось, что высказывавшийся против эвтаназии в деле Шайво президент США Джордж Буш в 1999 г., будучи губернатором штата Техас, подписал закон штата, позволяющий администрации больниц прекращать искусственное поддержание жизни безнадёжных больных вопреки возражениям родственников, учитывая при этом, помимо прочего, платёжеспособность пациентов. Видный политик-республиканец, конгрессмен Том Де Лэй, один из организаторов вызова Терри Шайво в качестве свидетеля, как выяснилось, в 1988 г. отказался от искусственного продления жизни своего отца, получившего смертельную травму в автомобильной аварии. По мнению критиков, такой двойной стандарт свидетельствует о глубокой неискренности и попытках за счёт человеческой трагедии набрать очки в глазах консервативно настроенных избирателей.

## Итог
Терри Шайво умерла в больнице в присутствии своего мужа Майкла. На её надгробии по его желанию высечена надпись: Born December 3, 1963 / Departed this earth February 25, 1990 / At peace March 31, 2005 / I kept my promise (Родилась 3 декабря 1963 / Покинула эту землю 25 февраля 1990 / Упокоилась с миром 31 марта 2005 / Я сдержал слово).
Эпизод «Лучшие друзья навсегда» сериала «Южный парк», посвящённый спорам вокруг Терри Шайво, получил награду «Эмми».
В 14 эпизоде 8 сезона мультсериала «Гриффины» присутствует мюзикл, главная роль в котором отведена Терри Шайво.